# Graça Lobo
Maria de la Graça Monteiro Lobo da Costa, més coneguda per Graça Lobo   (Vialonga, 12 d'abril de 1939 - Torres Vedras, 9 de setembre de 2024), va ser una actriu i escriptora portuguesa.

## Biografia

### Infantesa
Graça Lobo era filla única de Lia Sagrament Monteiro i d'Artur Leal Lobo da Costa, qui va ser coronel de l'exèrcit portuguès, Governador Civil de Leiria, Coïmbra, Porto i Lisboa i diputat en la 1.ª legislatura de l'Estat Nou. No existeix consens pel que fa al lloc del naixement de Graça Lobo —existeixen fonts segon les quals haurà nascut a un palau, propietat del pare, a Vialonga; però d'acord amb altres fonts, el naixement hauria ocorregut a la parròquia lisboeta de Penha de França. Després d'haver estudiat en els millors col·legis de la capital, el pare la va enviar aDublín, on va romandre dels 15 als 17 anys. Als 19 anys va treballar d'auxiliar de vol en una companyia aèria de Bogotá i després a la TAP.

### Carrera teatral
Va començar la seva vida en el món de l'espectacle a la Casa de la Comèdia, amb l'obra Les Nits Blanques de Dostoievski, mentre encara era alumna del Conservatori. Al llarg de la vida va integrar diverses companyies, com va ser el cas del Teatre Estudi de Lisboa, del Teatre Experimental de Cascais, del CPC o del Teatro de Todos os Tempos. Entre els treballs que va interpretar, es troben textos d'autors com Pirandello, Genet, Copi o Feydeau i va ser dirigida per il·lustres del teatre portugués, com Victor Garcia o Carlos Avilez. El 1974, participa en la peça A Pedra no Sapato en el Cine-Teatro Monumental, a Lisboa.
L'any de 1979 va fundar la Companyia de Teatre de Lisboa, interpretant textos d'Harold Pinter, James Joyce, Samuel Beckett, Miguel Esteves Cardoso, Noel Coward i Henrik Ibsen, entre d'altres. Amb l'obra Cartas Portuguesas, de Mariana Alcoforado, va fer una extensa gira, que la va portar fins a Nova York i San Francisco (1980). En la llarga carrera teatral, va actuar en escenaris de Liubliana, Rio de Janeiro, São Paulo, Brasília o Tòquio.

### Escriptora
A partir de la dècada del 1990, va apartar-se gradualment dels escenaris, dedicant-se a la dramatúrgia des de la faceta d'escriptora.
Va morir de causes naturals el 9 de setembre de 2024, en la residència de la Santa Casa de la Misericòrdia de Torres Vedras, on vivia des de 2019.

## Homenatges
En 2006, va ser llançat un documental dedicat a la carrera de l'artista, Graça Lobo Dos Puntos, que inclou una entrevista feta a l'actriu. El documental és de l'autoria de Frederico Corado, realitzador i productor de cinema i director de teatre.

## Obra publicada
- Ponto final (en portuguès).  Quetzal Editores, 1997. ISBN 978-972-564-279-5. (obra de teatre)[7]
- Sinceramente (en portuguès).  Oficina do Livro, 2001. ISBN 978-972-8579-37-1. (textos curts i monòlegs)[9]